# Atletisme als Jocs Olímpics d'Estiu de 1920 - llançament de pes masculí
El llançament de pes masculí va ser una de les proves del programa d'atletisme disputades durant els Jocs Olímpics d'Anvers de 1920. La prova es va disputar el 17 i 18 d'agost de 1920 i hi van prendre part 20 atletes de 10 nacions diferents.

## Medallistes
| Or                  | Plata                 | Bronze                 |
| Ville Pörhölä (FIN) | Elmer Niklander (FIN) | Harry Liversedge (USA) |

## Rècords
Aquests eren els rècords del món i olímpic que hi havia abans de la celebració dels Jocs Olímpics de 1920.
| Rècord del Món | 15.54    | Ralph Rose       | San Francisco (USA) | 21 d'agost de 1909   |
| Rècord del Món | 16.56(*) | Ralph Rose       | Healdsburg (USA)    | 26 de juny de 1909   |
| Rècord Olímpic | 14.81    | Patrick McDonald | Estocolm (SWE)      | 10 de juliol de 1912 |

(*) No oficial, establert en una exhibició

## Resultats

### Qualificació
Els 20 atletes inscrits hi prenen part i disposen de tres llançaments. Els sis millors passaven a la final.
| Pos. | Atleta            | Nació        | Distància |
| ---- | ----------------- | ------------ | --------- |
| 1    | Elmer Niklander   | Finlàndia    | 14,155    |
| 2    | Patrick McDonald  | Estats Units | 14,080    |
| 3    | Ville Pörhölä     | Finlàndia    | 14,035    |
| 4    | Harry Liversedge  | Estats Units | 13,755    |
| 5    | Einar Nilsson     | Suècia       | 13,735    |
| 6    | Harald Tammer     | Estònia      | 13,605    |
| 7    | George Bihlman    | Estats Units | 13,575    |
| 8    | Howard Cann       | Estats Units | 13,520    |
| 9    | Bertil Jansson    | Suècia       | 13,270    |
| 10   | Armas Taipale     | Finlàndia    | 12,945    |
| 11   | Frederik Petersen | Dinamarca    | 12,525    |
| 12   | Raoul Paoli       | França       | 12,485    |
| 13   | Aurelio Lenzi     | Itàlia       | 12,325    |
| 14   | Giuseppe Tugnoli  | Itàlia       | 12,070    |
| 15   | Henri Dozolme     | França       | 11,965    |
| 16   | Erik Blomqvist    | Suècia       | 11,935    |
| 17   | Ignacio Izaguirre | Espanya      | 11,235    |
| 18   | Gaston Wuyts      | Bèlgica      | 11,045    |
| 19   | Luigi Antognini   | Suïssa       | 10,320    |
| 20   | Léon Pothier      | Bèlgica      | 10,100    |

### Final
| Pos. | Atleta           | Nació        | Distància | Llançament | Llançament | Llançament | Llançament |
| Pos. | Atleta           | Nació        | Distància | Q          | 1r         | 2n         | 3r         |
| ---- | ---------------- | ------------ | --------- | ---------- | ---------- | ---------- | ---------- |
| 1    | Ville Pörhölä    | Finlàndia    | 14,810    | 14,035     | 13,915     | 14,255     | 14,810     |
| 2    | Elmer Niklander  | Finlàndia    | 14,155    | 14,155     | 13,500     | 14,080     | ND         |
| 3    | Harry Liversedge | Estats Units | 14,150    | 13,755     | 13,550     | 14,150     | ND         |
| 4    | Patrick McDonald | Estats Units | 14,080    | 14,080     | 13,500     | 14,080     | ND         |
| 5    | Einar Nilsson    | Suècia       | 13,870    | 13,735     | 13,440     | 13,870     | ND         |
| 6    | Harald Tammer    | Estònia      | 13,605    | 13,605     | 13,560     | 12,000     | 13,605     |